# Gymnastique artistique aux Jeux méditerranéens de 2018
Navigation
Mersin 2013 Oran 2022
Les épreuves de gymnastique artistique des Jeux méditerranéens de 2018 ont lieu à Tarragone, en Espagne, du 23 juin au 26 juin 2018.

## Podiums
| Épreuves                    | Or | Argent                                                                               | Bronze                                                                             |
| --------------------------- | --- | ------------------------------------------------------------------------------------ | ---------------------------------------------------------------------------------- |
| Hommes                      | |                                                                                      |                                                                                    |
| Concours par équipes        | Espagne Néstor Abad Thierno Diallo Nicolau Mir Alberto Tallón Rayderley Zapata                                     | Turquie Ümit Şamiloğlu Ferhat Arıcan İbrahim Çolak Ahmet Önder Sercan Demir          | France Axel Augis Loris Frasca Julien Gobaux Paul Degouy Cyril Tommasone           |
| Concours général individuel | Mários Georgíou (CYP)                                                                                              | Julien Gobaux (FRA)                                                                  | Ahmet Önder (TUR)                                                                  |
| Sol                         | Rayderley Zapata (ESP)                                                                                             | Ahmet Önder (TUR)                                                                    | Rok Klavora (SVN)                                                                  |
| Cheval d'arçons             | Cyril Tommasone (FRA)                                                                                              | Robert Seligman (CRO)                                                                | Mários Georgíou (CYP)                                                              |
| Anneaux                     | İbrahim Çolak (TUR)                                                                                                | Marco Lodadio (ITA)                                                                  | Ali Zahran (EGY)                                                                   |
| Saut de cheval              | Loris Frasca (FRA)                                                                                                 | Ahmet Önder (TUR)                                                                    | Ferhat Arıcan (TUR)                                                                |
| Barres parallèles           | Ahmet Önder (TUR)                                                                                                  | Mários Georgíou (CYP)                                                                | Julien Gobaux (FRA)                                                                |
| Barre fixe                  | Mários Georgíou (CYP)                                                                                              | Ümit Şamiloğlu (TUR)                                                                 | Néstor Abad (ESP)                                                                  |
| Femmes                      | |                                                                                      |                                                                                    |
| Concours par équipes        | Italie Giada Grisetti Caterina Cereghetti Francesca Noemi Linari Lara Mori Martina Basile Martina Maggio (réserve) | France Marine Boyer Grâce Charpy Morgane Osyssek-Reimer Sheyen Petit Louise Vanhille | Espagne Paula Raya Helena Bonilla Nora Fernández Ana Pérez Campos Cintia Rodríguez |
| Concours général individuel | Lara Mori (ITA) | Louise Vanhille (FRA)                                                                | Ana Pérez Campos (ESP)                                                             |
| Saut de cheval              | Nancy Taman (EGY)                                                                                                  | Tjaša Kysselef (SVN)                                                                 | Teja Belak (SVN)                                                                   |
| Barres asymétriques         | Louise Vanhille (FRA)                                                                                              | Paula Raya (ESP)                                                                     | Lucija Hribar (SVN)                                                                |
| Poutre                      | Marine Boyer (FRA)                                                                                                 | Giada Grisetti (ITA)                                                                 | Louise Vanhille (FRA)                                                              |
| Sol                         | Lara Mori (ITA) | Göksu Üçtaş (TUR)                                                                    | Cintia Rodríguez (ESP)                                                             |

## Tableau des médailles
Légende
 *  Pays organisateur
| Rang  | Nation   | Or | Argent | Bronze | Total |
| ----- | -------- | -- | ------ | ------ | ----- |
| 1     | France   | 4  | 3      | 3      | 10    |
| 2     | Italie   | 3  | 2      | 0      | 5     |
| 3     | Turquie  | 2  | 5      | 2      | 9     |
| 4     | Espagne  | 2  | 1      | 4      | 7     |
| 5     | Chypre   | 2  | 1      | 1      | 4     |
| 6     | Égypte   | 1  | 0      | 1      | 2     |
| 7     | Slovénie | 0  | 1      | 3      | 4     |
| 8     | Croatie  | 0  | 1      | 0      | 1     |
| Total | Total    | 14 | 14     | 14     | 42    |